# Формула 1 — сезона 1995
46. сезона Формуле 1 је одржана 1995. године од 26. марта до 12. новембра. Вожено је 17 трка. Михаел Шумахер је освојио наслов светског првака у Бенетону други пут за редом. Дејмон Хил је завршио други са 33 поена заостатка. Бенетон је освојио конструкторски наслов са 29 поена испред Вилијамса.